# 鄭卿
鄭卿（1527年—1556年），字君輔，號乾山，浙江寧波府慈谿縣人，竈籍，明朝政治人物。

## 生平
嘉靖三十四年（1555年）乙卯科浙江鄉試第一名舉人。嘉靖三十五年（1556年），聯捷丙辰科第二甲第五十六名進士。兵部观政，未授官卒。

## 家族
曾祖鄭重，知府；祖父鄭煒；父鄭尚忠，母鍾氏。兄昂（生员）、抑、邦中（生员）、邠、鄮、弟印、鄰、節、鄞、鄗。